# And So It Goes (filme)
And So It Goes (prt: Nunca Digas Nunca; bra: Um Amor de Vizinha) é um filme de comédia romântica e dramática estadunidense de 2014 dirigido por Rob Reiner e escrito por Mark Andrus. O filme é estrelado por Michael Douglas, Diane Keaton e Sterling Jerins. O filme foi lançado em 25 de julho de 2014.

## Elenco
- Michael Douglas como Oren Little.
- Diane Keaton como Leah.
- Sterling Jerins como Sarah.
- Annie Parisse como Kate.
- Rob Reiner como Artie.
- Albert Jones como Reggie.
- Yaya DaCosta como Kennedy.
- Paloma Guzmán como Selena.
- Frances Sternhagen como Claire.
- Andy Karl como Ted Westburg.
- Frankie Valli como Propietário do Clube.
- David Aaron Baker como David Shaw.
- Theo Stockman como Russell.

## Produção
As filmagens começaram em junho de 2013 em Connecticut. Também aconteceu na Califórnia.

### Música
Em 17 de dezembro de 2013, foi anunciado que Marc Shaiman comporia a música para o filme.

## Trailer
O primeiro trailer do filme foi lançado em 9 de maio de 2014.

## Recepção
Recebeu críticas negativas. No Rotten Tomatoes, é de 18% com base em 82 avaliações. No Metacritic, tem 38 de 100 com base em 31 revisões.